# Objekt klein a
Das Objekt klein a (fr. objet petit a) ist ein zentraler Bestandteil des Psychischen in der Theorie Jacques Lacans. Es ist nicht zu verwechseln mit dem „großen Anderen“, dem kleinen Anderen oder dem Objekt des Begehrens. Mit Objekt klein a wird ein Objekt bezeichnet, das wesenhaft unerreichbar ist. 

## Imaginäres Objekt
Das Objekt klein a gehört dem Bereich des Imaginären an (vgl. Seminar XX, S. 77), auch wenn Lacan es ab 1974 in die Mitte seines borromäischen Rings setzt, also an jene Stelle des Psychischen, an dem sich das Imaginäre, das Symbolische und das Reale überschneiden. (Dylan Evans: Wörterbuch der Lacanschen Psychoanalyse, S. 206)

## Mangel und Begehren
Grundvoraussetzung zum Verständnis des Objekts klein a ist Lacans Konzeption des Subjekts als Träger eines irreduziblen Mangels. Dieser Mangel beginnt mit der Geburt, die das Kind aus der alle Bedürfnisse automatisch befriedigenden, vorbewussten Vollkommenheit seines embryonalen Daseins herauswirft (Lacan spricht deshalb auch von einer „Vorzeitigkeit der Geburt“ beim Menschen), und verstärkt sich noch durch seine zweite große Trennung, die Trennung aus der Symbiose mit der Mutter(brust). Auch von seinem Spiegelbild, dem es sich im Spiegelstadium gegenübersieht, ist es getrennt und entfremdet. Das Subjekt ist seitdem unvollständig, weshalb es stets danach begehrt, vollständig zu werden und seinen Mangel, seine Lücke im Subjekt durch Objekte aufzufüllen. Das Objekt klein a als der „Grund des Begehrens“ fungiert als Antrieb und Auslöser der Handlungen des Subjekts. Aber der Mangel ist letztlich nicht aufhebbar, das Objekt bleibt unerreichbar.

## Illusion und Phantasma
Das Phantasma strukturiert das Begehren, indem es einen imaginären Rahmen („Szenario“) bildet, der mit Objekten der Begierde gefüllt wird. Grundsätzlich kann alles zum Objekt des Begehrens werden, sofern es in das persönliche Phantasma hineinpasst: Das Begehren ist metonymisch strukturiert, d. h. es kann von einem Objekt zum nächsten wandern. Welche Objekte das Subjekt (unbewusst) wählt, auf welche Objekte es sein Begehren richtet, hängt allein von der psychischen Disposition des Subjekts ab, die sich natürlich in verschiedenen Lebensphasen und Situationen ändern kann.

## Objekt und Angst
In Lacans Seminar X („L’angoisse“, Die Angst, 1962–63) wird das Objekt klein a in vier Stufen vorgeführt: die Brust, das Kothäufchen, der Blick, die Stimme. Nach Lacan indiziert es immer auch eine Angst. Die in diesem Seminar vorgestellten Axiome der Angst lauten: 
- „Angst ist, was nicht täuscht.“
- „Angst ist nicht ohne Objekt.“

## Genießen und Mehrwert
Das Objekt klein a ist mit dem Marxschen Begriff des Mehrwerts verwandt und auch nach dessen Vorbild konstruiert (vgl. Žižek: Mehr-Genießen, S. 7). Lacan bezeichnet es auch als „Rest“ und „Überschuss“, als Mehrwert an Bedeutung und an Lust (frz. „plus-de-jouir“). Das Objekt klein a „ist der Mehrwert an Genießen (Jouissance), der keinen Gebrauchswert hat, sondern nur für die Lust besteht.“ (Evans: Wörterbuch der Lacanschen Psychoanalyse, S. 206)

## MacGuffin
Slavoj Žižek, ein Schüler von Lacans Schwiegersohn Jacques-Alain Miller, verbindet in Liebe Dein Symptom wie Dich selbst Lacans Objekt klein a mit Alfred Hitchcocks Begriff des MacGuffin. Der MacGuffin ist an sich ein vollkommen bedeutungsloses Objekt – ein reiner Vorwand, der eine (Film-)Handlung auslöst. Ein anschauliches Beispiel für einen MacGuffin ist etwa der Koffer, der in Pulp Fiction herumgetragen wird. Er ist Anlass der ganzen Geschichte – der Zuschauer erfährt jedoch an keiner Stelle des Films, was es mit dem Koffer eigentlich auf sich hat, und im Grunde ist dieses Wissen auch bedeutungslos für den Film. Andere MacGuffins sind etwa der Geheimplan in Die 39 Stufen oder die Melodie in Eine Dame verschwindet.